# Subprefectura de Guaianases
La subprefectura de Guaianases es una de las 32 subprefecturas de la ciudad de São Paulo, siendo regida por la Ley Nº 13,999 del 1 de agosto del 2002.
Está conformada por dos distritos: Guaianases y Lajeado que sumados representan un área de 17.8 kilómetros cuadrados y una población de 291,193 habitantes.